# کشتی مین‌جمع‌کن کلاس یوجنیا
کشتی مین‌جمع‌کن کلاس یوجنیا (به انگلیسی: Yevgenya-class minesweeper) یک کلاس از کشتی است که طول آن 26.13 meters می‌باشد.